# Iwan Wiszniewski
Iwan Siergiejewicz Wiszniewski (ros. Иван Сергеевич Вишневский; ur. 18 lutego 1988 w Barnaule) – rosyjski hokeista, reprezentant Rosji, trener.

## Kariera
- Łada 2 Togliatti (2003–2005)
- Rouyn-Noranda Huskies (2005–2008)
- Peoria Rivermen (2008–2009)
- Dallas Stars (2009)
- Texas Stars (2009–2010)
- Chicago Wolves (2010)
- Rockford IceHogs (2010–2011)
- Atłant Mytiszczi (2011–2013)
- Saławat Jułajew Ufa (2013-2016)
- Torpedo Niżny Nowogród (2016-2017)
- Traktor Czelabińsk (2017-2018)
- Awtomobilist Jekaterynburg (2018-2019)
- Spartak Moskwa (2019-2020)
- Łada Togliatti (2020-2021)
- HK Poprad (2021)

Wychowanek klubu Motor Barnauł w rodzinnym mieście. Od 2005 przez trzy lata grał w juniorskiej lidze QMJHL w Kanadzie. W tym czasie w drafcie NHL z 2006 został wybrany przez Dallas Stars. W barwach tej drużyny rozegrał łącznie pięć spotkań w lidze NHL (kwiecień i grudzień 2009). Poza tym przez trzy sezony grał w drużynach farmerskich z rozgrywek AHL. W międzyczasie, w lutym 2010 klub z Dallas przekazał prawa do niego zespołowi Atlanta Thrashers, zaś ten klub w połowie tego roku do Chicago Blackhawks. W 2011 po sześciu latach powrócił do Rosji i w maju 2011 został graczem Atłanta Mytiszczi w lidze KHL. Od maja 2013 zawodnik Saławatu Jułajew Ufa. Od maja 2016 do kwietnia 2017 zawodnik Torpedo Niżny Nowogród. Od maja 2017 zawodnik Traktora Czelabińsk. Od maja 2018 zawodnik Awtomobilista Jekaterynburg. W grudniu 2019 przeszedł do Spartaka Moskwa. Po sezonie 2019/2020 odszedł z klubu. Pod koniec listopada 2020 został ponownie zawodnikiem macierzystej Łady Togliatti. W połowie lutego 2021 przeszedł do słowackiego klubu HK Poprad.
Po sezonie 2020/2021 zakończył karierę zawodniczą i w sierpniu 2021 został ogłoszony trenerem-selekcjonerem w klubie Dinamo-Ałtaj z rodzinnego miasta.

## Sukcesy
Klubowe
- Trophée Jean Rougeau: 2008 z Rouyn-Noranda Huskies
- Srebrny medal mistrzostw Rosji: 2014 z Saławatem Jułajew Ufa

Indywidualne
- QMJHL i CHL (2005/2006):
  - Skład gwiazd pierwszoroczniaków QMJHL
  - Skład gwiazd pierwszoroczniaków CHL
  - CHL Top Prospects Game
- QMJHL (2007/2008):
  - Drugi skład gwiazd QMJHL
- AHL (2009/2010):
  - AHL All-Star Classic
- KHL (2013/2014):
  - Czwarte miejsce w klasyfikacji strzelców wśród obrońców w fazie play-off: 3 gole
- KHL (2014/2015):
  - Czwarte miejsce w klasyfikacji strzelców wśród obrońców w fazie play-off: 2 gole
- KHL (2017/2018):
  - Piąte miejsce w klasyfikacji strzelców wśród obrońców w fazie play-off: 3 gole
  - Piąte miejsce w klasyfikacji kanadyjskiej wśród obrońców w fazie play-off: 7 punktów
- KHL (2018/2019):
  - Czwarte miejsce w klasyfikacji asystentów w sezonie zasadniczym: 24 asysty